# فرانسیس بی
فرانسیس بِـی (انگلیسی: Frances Bay؛ ‏ ۲۳ ژانویهٔ ۱۹۱۹ – ۱۵ سپتامبر ۲۰۱۱) بازیگر و کمدین اهل کانادا بود. او کارش را به‌عنوان بازیگر رادیویی در دههٔ ۱۹۳۰ میلادی شروع کرد و در طی دوران ۳۵ سالهٔ حرفه‌ای‌اش، نقش‌های گوناگونی در تئاتر، سینما و تلویزیون بازی کرد. نامِ فرانسیس بِـی در سال ۲۰۰۸ در فهرست پیاده‌روی مشاهیر کانادا جای گرفت. جامعه‌شناس کانادایی اروینگ گافمن برادر او بود.
او در سال ۲۰۰۲ در شهر گلندیل دچار یک تصادف رانندگی شدید شد که در اثر آن یکی از پاهایش از زیر زانو قطع شد. فرانسیس بِـی در ۱۵ سپتامبر ۲۰۱۱ در تارزنا، لس آنجلس در اثر عوارض سینه‌پهلو در سن ۹۲ سالگی درگذشت. او بابت نقش‌آفرینی‌هایش در تلویزیون و تئاتر برندهٔ جایزه جمینای شده بود.

## گزیدهٔ نقش‌آفرینی‌ها

### سینما
- ادموند (۲۰۰۵)
- عروس را ببوس (۲۰۰۲)
- هزینه یاب (۲۰۰۱)
- برنامه‌ریز عروسی (۲۰۰۱)
- کارآگاه گجت (۱۹۹۹)
- قبیله کریپندورف (۱۹۹۸)
- هپی گیلمور (۱۹۹۶)
- در کام جنون (۱۹۹۴)
- توئین پیکس: با من بر آتش برو (۱۹۹۲)
- زن سفید مجرد (۱۹۹۲)
- جانوران ۳ (۱۹۹۱)
- مغاک و آونگ (۱۹۹۱)
- هراس از عنکبوت (۱۹۹۰)
- از ته دل وحشی (۱۹۹۰)
- بچه کاراته‌کار، قسمت سوم (۱۹۸۹)
- دوقلوها (۱۹۸۸)
- مخمل آبی (۱۹۸۶)
- خانه‌به‌دوش‌ها (۱۹۸۶)
- تکان دهنده‌ها و لرزاننده‌ها (۱۹۸۵)
- بچه کاراته‌کار (۱۹۸۴)
- مدرسه خصوصی (۱۹۸۳)
- زیرشیروانی (۱۹۸۰)
- حقه‌بازی (۱۹۷۸)

### تلویزیون
- آناتومی گری (۲۰۰۹)
- هانا مونتانا (۲۰۰۶)
- افسون‌شده (۲۰۰۲)
- بخش فوریت‌های پزشکی (۲۰۰۱)
- داستان‌های باورنکردنی (۱۹۹۸)
- ساینفلد (۱۹۹۶ و ۱۹۹۸)
- قصه‌های جزیره (۱۹۹۶)
- پرونده‌های ایکس (۱۹۹۴)
- قصه‌هایی از سردابه (۱۹۹۰)
- توئین پیکس (۱۹۹۰)
- دختران زرین (۱۹۸۸)
- چیرز (۱۹۸۶)
- سانتا باربارا (۱۹۸۵ و ۱۹۹۰)
- داستان‌های شگفت‌انگیز (۱۹۸۵)
- آلیس (۱۹۸۴)
- تماشاخانه آمریکایی (۱۹۸۳)
- روزهای خوش (۱۹۸۲ و ۱۹۸۴)